# Fenomenologia do Espírito
Fenomenologia do Espírito (em alemão: Phänomenologie des Geistes) (1807) é uma das principais obras filosóficas de Georg Wilhelm Friedrich Hegel. O título pode ser traduzido como Fenomenologia do Espírito ou Fenomenologia da Mente devido ao significado dual da palavra alemã Geist. O título provisório, que também apareceu na edição original, era Ciência da Experiência do Consciente. Na publicação original, era identificado como a Parte I do projectado Sistema da Ciência, do qual A Ciência da Lógica seria a segunda parte. Uma obra menor, intitulada Filosofia do Espírito (ou Filosofia da Mente), aparece na Enciclopédia das Ciências Filosóficas, e reconta de uma maneira mais abreviada e alterada, os principais temas da Fenomenologia original.